# Lauren Helen Graham
Lauren Helen Graham (n. 16 martie 1967) este o actriță americană. Ea este cunoscută pentru rolul Lorelai Gilmore din serialul Gilmore Girls.

## Filmografie (selectiv)
| An           | Titlu                             | Rol                                | Observații                                               |
| ------------ | --------------------------------- | ---------------------------------- | -------------------------------------------------------- |
| 1995-96      | Caroline in the City              | Shelly                             | 5 episodes                                               |
| 1996         | 3rd Rock from the Sun             | Laurie Harris                      | Episode: "Dick's First Birthday"                         |
| 1996         | Good Company                      | Liz Gibson                         | TV series                                                |
| 1996         | Townies                           | Denise Garibaldi Callahan          | 15 episodes                                              |
| 1997         | Nightwatch                        | Marie                              |                                                          |
| 1997         | Law & Order                       | Lisa Lundquist                     | 3 episodes                                               |
| 1997         | Seinfeld                          | Valerie                            | Episode: "The Millennium"                                |
| 1997         | NewsRadio                         | Andrea                             | 4 episodes                                               |
| 1998         | Confessions of a Sexist Pig       | Tracy                              |                                                          |
| 1998         | One True Thing                    | Jules                              |                                                          |
| 1998         | Conrad Bloom                      | Molly Davenport                    | 7 episodes                                               |
| 1999         | Dill Scallion                     | Kristie Sue                        |                                                          |
| 2000         | M.Y.O.B.                          | Opal Marie Brown                   | Episode: "Bad Seed" Episode: "Boys in the Band"          |
| 2000–2007    | Gilmore Girls                     | Lorelai Gilmore                    | 153 episodes                                             |
| 2001         | Sweet November                    | Angelica                           |                                                          |
| 2001         | Chasing Destiny                   | Jessy James                        | TV movie                                                 |
| 2002         | Family Guy                        | Mother Maggie (voice)              | Episode: "Road to Europe"                                |
| 2002         | The Third Wheel                   | Woman at Party (uncredited)        |                                                          |
| 2003         | Bad Santa                         | Sue                                |                                                          |
| 2004         | Seeing Other People               | Claire                             |                                                          |
| 2005         | Lucky 13                          | Abbey                              |                                                          |
| 2005         | The Life Coach                    | Dr. Sue Pegasus                    |                                                          |
| 2005         | The Amateurs                      | Peggy                              |                                                          |
| 2005         | The Pacifier                      | Principal Claire Fletcher          |                                                          |
| 2005         | Gnome                             | Amanda                             | Short film                                               |
| 2006         | Studio 60 on the Sunset Strip     | Studio 60 Host (Self) (uncredited) | Episode: "The Long Lead Story" Episode: "The Wrap Party" |
| 2007         | Because I Said So                 | Maggie                             |                                                          |
| 2007         | Evan Almighty                     | Joan Baxter                        |                                                          |
| 2008         | Birds of America                  | Betty Tanager                      |                                                          |
| 2008         | Flash of Genius                   | Phyllis Kearns                     |                                                          |
| 2009         | The Bridget Show                  | Bridget O'Shea                     | ABC Pilot - not picked up                                |
| 2009         | The Answer Man                    | Elizabeth                          |                                                          |
| 2009         | Cloudy with a Chance of Meatballs | Fran Lockwood (voice)              |                                                          |
| 2010         | It's Kind of a Funny Story        | Lynn                               |                                                          |
| 2010–present | Parenthood                        | Sarah Braverman                    | 35+ episodes                                             |
| 2012         | Most Wanted                       | TBA                                | Pre-production                                           |

## Premii și nominalizări
| An   | Premiu                               | Resultat    | Categorie                                                     | Serial                                                             |
| ---- | ------------------------------------ | ----------- | ------------------------------------------------------------- | ------------------------------------------------------------------ |
| 2001 | Family Television Awards             | Won         | Actress                                                       | Gilmore Girls (Tied with Jane Kaczmarek for Malcolm in the Middle) |
| 2002 | Golden Globe Award                   | Nominated   | Best Performance by an Actress in a Television Series - Drama | Gilmore Girls                                                      |
| 2005 | People's Choice Awards               | Nominalizat | Favorite Female Television Star                               | -                                                                  |
| 2002 | Satellite Award                      | Nominalizat | Best Performance by an Actress in a Series, Comedy or Musical | Gilmore Girls                                                      |
| 2003 | Satellite Award                      | Nominalizat | Best Performance by an Actress in a Series, Comedy or Musical | Gilmore Girls                                                      |
| 2004 | Satellite Award                      | Nominalizat | Best Performance by an Actress in a Series, Comedy or Musical | Gilmore Girls                                                      |
| 2005 | Satellite Award                      | Nominalizat | Best Actress in a Series, Comedy or Musical                   | Gilmore Girls                                                      |
| 2005 | Satellite Award                      | Nominalizat | Outstanding Actress in a Series, Comedy or Musical            | Gilmore Girls                                                      |
| 2001 | Screen Actors Guild Awards           | Nominalizat | Outstanding Performance by a Female Actor in a Drama Series   | Gilmore Girls                                                      |
| 2002 | Screen Actors Guild Awards           | Nominalizat | Outstanding Performance by a Female Actor in a Drama Series   | Gilmore Girls                                                      |
| 2005 | Teen Choice Award                    | A câștigat  | Choice TV Parental Units                                      | Gilmore Girls                                                      |
| 2006 | Teen Choice Award                    | A câștigat  | Choice TV Parental Units                                      | Gilmore Girls                                                      |
| 2010 | Teen Choice Award                    | Nominalizat | Choice TV Parental Units                                      | Parenthood                                                         |
| 2002 | Television Critics Association Award | Nominalizat | Individual Achievement in Drama                               | Gilmore Girls                                                      |
| 2006 | Television Critics Association Award | Nominalizat | Outstanding Individual Achievement in Comedy                  | Gilmore Girls                                                      |